# Бартек Каспшиковський
Бартломей Каспшиковський (нар . 19 травня 1977, Щецин) — польський актор кіно, телебачення і театру.

## Біографія
У молодості він два роки тренувався в клубі бальних танців «Mark Dance» у Щецині, а також брав участь у Чемпіонаті Польщі з шоу-дансу. У 1992—1996 роках навчався у 1-й загальноосвітній школі ім. Марії Склодовський-Кюрі в Щецині.
У 2000 році закінчив Вроцлавське відділення PWST у Кракові. У 2001—2008 роках був актором Театру ім. Юліуша Словацького у Кракові. Співпрацював із театром In Vitro у Любліні. У 2007 році отримав Гран-прі на огляді театрів малих форм «Контрапункт» у Щецині та Гран-прі на Театральному фестивалі «Весняна» у Бельсько-Бялі за виставу Лукаша Вітта-Міхаловського « Камені в кишенях». Зараз він грає у виставі « Telewizja Kłamie», режисером якої є.

## Приватне життя
Його перший шлюб закінчився розлученням . Потім він побрався з актрисою Тамарою Арцюх, з якою має двох дітей: сина Міхала (3 червня 2010 року народження) та дочку Надю (2016 року народження).

## Фільмографія

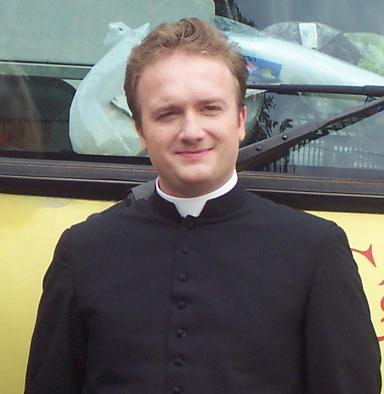
Каспшиковський на зйомках серіалу Ранчо (2008)

- 1998: Сізіфові роботи — Анджей Радек
- 1999: Справи Кієпських — поліцейський (серія 22)
- 2000: Сізіфові роботи — Анджей Радек
- 2000: Nie ma zmiłuj — продавець Рисек
- 2005: Кароль. Людина, яка стала папою — капітан Луковський
- 2005—2007: Магда М. — Войцех Пласка, друг і діловий партнер Петра
- 2007: Ханя — Янек Габріель, друг Олі
- 2007: Няня — Бартек (еп. 82)
- 2007: Привіт, Ганс! — Кароль, він же Ян Кос, він же Ганс Клопс, агент J-24
- 2008—2009: Зараз чи ніколи! — Роберт Оркіш, чоловік Марти
- 2008—2011, 2014—2016: Ранчо — священик Роберт
- 2009: Грішні та багаті — Роджер Блейк
- 2009: Будинок біля басейну — стоматолог Януш Лісовський
- 2010: Дух у домі — стоматолог
- 2010: Тиша золота — Юрек
- 2011: Всі люблять Романа — Романа
- 2011: Життя на затонах — стоматолог Януш Лісовський (серія 8)
- 2011: Комісар Алекс — Ґжегож Щербяк (еп. 5)
- 2012—2013: На краще і на гірше — Вивроцький
- з 2012: Друзі — Paweł Strzelecki
- 2012: Над басейном — стоматолог Януш Лісовський (серія 9)
- 2012: M jak miłość — Єжи, керівник центру соціальної допомоги
- 2012: Готель 52 — Чоловік Ірени (еп. 60)
- 2013: Підозрювані в коханні — Альберт Вольський
- 2013—2014: Czas honoru — Антоні Карковський
- 2014: Закон Агати — Кароль Бандурський, батько Філіпа (серія 79)
- 2014: Отець Матеуш — Даніель Розен (еп. 148)
- 2015: Порушуючи лінію — Едді Белка (серія 3, епізод 10 Ворог народу)
- 2016: Bodo — Żwirski (еп. 3)
- 2019: 39 з половиною тижнів — лікар у СОР
- 2019: У ритмі серця — Бруно, батько Тимофія (еп. 58)
- 2020: Все буде добре, любий, — констебль Густав Кабура
- 2020: Лісник — Войтек Ліпінський, терапевт Інги
- 2021: Татусі
- 2021: Кава з Кардамоном